# Сенарика (Терамо)
Сенарика (итал. Senarica) је насеље у Италији у округу Терамо, региону Абруцо.
Према процени из 2011. у насељу је живело 85 становника. Насеље се налази на надморској висини од 630 м.